# Vetúria
A Vetúria a latin Vetúriusz férfinév női párja, ami a vetus szóból ered, aminek a jelentése: idős, koros.

## Gyakorisága
Az 1990-es években szórványos név, a 2000-es években nem szerepel a 100 leggyakoribb női név között.

## Névnapok
- július 17.[2]